# Talk About Our Love
Talk About Our Love (zu dt.: Über unsere Liebe reden oder Rede über unsere Liebe!) ist ein R&B-Song von Brandy featuring Kanye West vom April 2004. Er war die erste Singleauskopplung des Albums Afrodisiac.

## Hintergrund
Der Song wurde von Brandy, Kanye West, Harold Lilly, Claude Cave II und Carlos, Louis und Ricardo Wilson für Brandys viertes Studioalbum geschrieben. Der Song sampelt den von Mandrill veröffentlichten Titel Gilly Hines aus dem Jahre 1978.
Der Song war einer von zwei neuen Tracks, die Brandy kurz vor Ende der Album-Aufnahmen mit Produzent und Songwriter Kanye West und der israelischen Violinistin Miri Ben-Ari im Tonstudio Record Plant in Los Angeles eingespielt hatte. Obwohl der Titel zunächst nicht als Single vorgesehen war, ersetzte Talk About Our Love wenige Monate vor Album-Veröffentlichung die von Timbaland produzierte ursprüngliche Lead-Single Black Pepper.
Er erreichte Platz 6 in den britischen Charts sowie die Top 30 in Australien, Irland und den Niederlanden. Wie Brandy nach den mittelmäßigen Chart-Erfolgen des Liedes im In- und Ausland erklärte, hatte auch sie einen anderen Titel als erste Single vorgesehen: Das von Timbaland komponierte Afrodisiac.

## Musikvideo
Das Musikvideo für Talk About Our Love wurde unter der Regie von Dave Meyers am 6. und 7. März 2004 in Los Angeles, Kalifornien gedreht und feierte seine Weltpremiere am 26. März auf AOL Music’s First Listen-Webseite. Neben Gast-Rapper Kanye West ist auch Brandys jüngerer Bruder Ray J in einem Cameo-Auftritt gen Ende des Videos zu sehen.
Der Videoclip beginnt mit Brandy, die eine moderne Villa betritt und ihren Freund (West) in der Küche antrifft. Sie konfrontiert ihn mit Allerlei Gerüchten bezüglich ihrer Beziehung, als plötzlich nach und nach sämtliche Nachbarn, Freunde und Verwandte wie aus dem Nichts im Haus erscheinen und der Szenerie beiwohnen. Beobachtet zieht sich das Paar in das anliegende Wohnzimmer zurück, wo sie ihre Diskussion fortführen und Brandy und ihre Background-Tänzer choreografisch zu tanzen beginnen. Nur wenig später „versöhnen“ sich beide und versuchen aus dem Haus zu entkommen. Am Ende sieht man sie in einem Oldtimer gemeinsam die Straße wegfahren.

## Charts
| ChartsChartplatzierungen       | Höchstplatzierung | Wochen |
| ------------------------------ | ----------------- | ------ |
| Deutschland (GfK)              | 89 (2 Wo.)        | 2      |
| Schweiz (IFPI)                 | 42 (6 Wo.)        | 6      |
| Vereinigtes Königreich (OCC)   | 6 (10 Wo.)        | 10     |
| Vereinigte Staaten (Billboard) | 36 (14 Wo.)       | 14     |